# Massimo Pedretti
Massimo Pedretti (alias  Pedro), né le 23 avril 1967, est un pilote (et ancien copilote) de rallye italien.

## Biographie
Il pilote depuis 2011 une Lancia Rally 037 K Sport, voiture issue en compétition du Groupe B et dont les modèles furent construits entre 1982 et 1985 (définition de la catégorie 4 du FIA European Historic Sporting Rally Championship).
Angelo Mattanza et Marco Verdelli sont ses copilotes dans son aventure en Championnat d'Europe des rallyes sportifs historiques de la FIA, et Jean-François Fauchille a été son navigateur en 2012 au rallye d'Ypres.

## Palmarès(au 31/12/2015)

### Titres
- Triple Champion d'Europe des rallyes Historiques en catégorie 4, en 2012 et 2013 sur Lancia Rally 037, puis 2015 essentiellement Lancia Delta Integrale 16v;

### 9 victoires absolues en HERC
- 2012 (5): Sanremo, Mecsek, Elba, Costa Brava et Acropole;
- 2013 (2): San Marino et Costa Brava;
- 2015 (2): Acropole et Bohème.